# Lijst van beroepen
Hieronder zijn allerlei bestaande en niet meer bestaande beroepen alfabetisch gerangschikt. Het onderscheid tussen beroep, functie, nevenfunctie of specialisme is niet altijd scherp.
Zie ook : Lijst van beroepen in de muziek

## A
- Aalmoezenier
- Aankondiger
- Aannemer
- Aanspreker, aanzegger, doodbidder
- Aapjeskoetsier
- Abt
- Acceptant
- Accijnsmeester
- Accountant
- Accountmanager
- Acquisiteur
- Acrobaat, acrobate
- Acteur, actrice
- Activiteitenbegeleider
- Actuaris
- Acupuncturist
- Adjudant
- Administrateur
- Advertentiezetter
- Adviseur (Adviseuse)
- Advocaat (Advocate)
- Afslager
- Agent(e)
- Agoog (Agoge)
- Agrariër
- Akoepedist
- Akoesticus
- Alchemist
- Allergoloog
- Altist
- Amanuensis
- Ambassadeur
- Ambtenaar
- Ambulancebegeleider
- Ambulancechauffeur
- Ambulanceverpleegkundige
- Ambulancier
- Analist (laboratorium)
- Anatoom
- Andragoog
- Androloog
- Anesthesist
- Anesthesiemedewerker
- Animeermeisje
- Antiquaar
- Antiquair
- Apotheker
- Apothekersassistent
- Applicatieontwikkelaar
- Arbeider
- Arbeidsanalist
- Arbeidsbemiddelaar
- Arbeidsdeskundige
- Arbeidsfysioloog
- Arbeidsgeneesheer
- Arbeidshygiënist
- Archeoloog
- Architect
- Archivaris, Archivariste
- Archivist
- Arrangeur
- Artdirector
- Artiest
- Arts
- Assuradeur
- Astrofysicus
- Astroloog
- Astronaut
- Astronoom
- Attaché
- Au pair
- Audioloog
- Audiometrist
- Audiotherapeut
- Auditeur
- Auditor
- Auteur
- Autohandelaar
- Automonteur
- Autoplaatwerker
- Autospuiter
- Azer

## B
- Baas
- Bacterioloog
- Badjuf, badjuffrouw
- Badmeester, badman
- Baggermachinist
- Baggermolenarbeider
- Baker
- Bakker
- Baliemedewerker
- Balletdanser
- Ballroomdanser
- Baljuw
- Bandagist
- Bandenmonteur
- Bankbediende
- Bankdirecteur
- Banketbakker
- Bankier
- Bankmakelaar
- Bankwerker
- Barbediende
- Barbier
- Barhouder
- Barkeeper
- Barman
- Basketballer
- Bassist
- Beademingsassistent
- Bedienaar
- Bediende
- Bediener
- Bedrijfsbrandweer
- Bedrijfseconoom
- Bedrijfshoofd
- Bedrijfsjurist
- Bedrijfskassier
- Bedrijfskundige
- Bedrijfsleermeester
- Bedrijfsleider
- Bedrijfsorganisatiedeskundige
- Bedrijfspolitieagent
- Bedrijfsrecherche
- Bedrijfsverpleegkundige
- Beeldapparatuurbediener
- Beeldhouwer
- Beenhouwer
- Begeleider
- Begrafenispersoneel
- Begrotingscalculator
- Behanger
- Beheerder
- Beiaardier
- Bejaardenverzorgende
- Belastingambtenaar
- Belastingconsulent
- Beleidsambtenaar
- Beleidsmedewerker
- Belichter
- Bergingsduiker
- Beroepskeuzeadviseur
- Beroepsmilitair
- Beroepssporter
- Bestekschrijver
- Besteksorteerder
- Bestekzoeker
- Bestuurder
- Bestuurskundige
- Betonmolenbaas
- Betontimmerman
- Betonstaalvlechter
- Betonwerker
- Beul
- Beveiligingsapparatuur
- Beveiligingsbeambte
- Bewaarder
- Bewaker
- Bewegingstherapeut
- Bezorger
- Bibliothecaris
- Bibliotheekassistent
- Bierbrouwer
- Bijenkorfvlechter
- Bijenkweker
- Bijkantoorhouder
- Binderijpersoneel
- Binnenhuisarchitect
- Biochemicus
- Biograaf
- Bioloog
- Bioscoopoperateur
- Bisschop
- Bitumineerder
- Bleker
- Bloemist
- Bloemkweker
- Bloemschikker
- Bloemsierkunstenaar
- Bode
- Bode-kamerbewaarder (België)
- Boekbinder
- Boekhandelaar
- Boekhouder
- Boekillustrator
- Boekverkoper
- Boer
- Boetster
- Bodemkundige
- Bontkleermaker
- Bontsnijder
- Bookmaker
- Boomchirurg
- Boomkweker
- Boomverzorger
- Boordwerktuigkundige
- Boormachinist
- Boorpersoneel
- Bootsman
- Bosbaas
- Bosbouwer
- Bosbouwkundige
- Boswachter
- Botanicus
- Botenbouwer
- Bottelier
- Bouwcalculator
- Bouwhistoricus
- Bouwkundig tekenaar
- Bouwliftbediener
- Bouwpromotor
- Bouwopzichter
- Bouwvakker (incl. bouwvakarbeider)
- Bouwvaktimmerman
- Bovenmeester
- Boy
- Brandmeester
- Brandveiligheidsdeskundige
- Brandwacht
- Brandweerman (brandweervrouw)
- Brandweercommandant
- Brandweeronderofficier
- Breimachinesteller
- Brigadier
- Bromatoloog
- Bromfietshersteller
- Bronboorder
- Brouwer
- Brugwachter
- Buffetbediende
- Buikspreker
- Buitenbandenvulkaniseur
- Buitendienstmedewerker
- Bulleloper
- Burgemeester
- Buschauffeur
- Budgetcoach
- Butler

## C
- Cabaretier
- Caféhouder
- Cafetariamedewerker
- Caissière
- Calculator
- Callgirl
- Cameraman, cameravrouw
- Canvasser
- Cardioloog
- Cargadoor
- Carrosseriebouwer
- Cartograaf
- Cellist
- Chauffeur
- Chef
- Chemicus
- Chiropodist
- Chirurg
- Chirurgijn
- Chocolademaker
- Chocolatier
- Choreograaf
- Cilindermaker
- Cineast
- Cipier
- Circusartiest
- Circusdirecteur
- Civiel ingenieur
- Classicus
- Classificeerder
- Clown
- Coach
- Coadjutor, coadjutrix
- Codeur
- Codicoloog
- Collationist
- Colporteur
- Columnist
- Combinatiefunctionaris
- Commando
- Commentator
- Commies
- Commissaris
- Commissionair
- Completeerder
- Compliance officer
- Componist
- Computeroperator
- Computerprogrammeur
- Concertmeester
- Conciërge
- Conducteur
- Conrector, conrectrix
- Conservator
- Constructeur
- Constructiebankwerker
- Constructiesamenbouwer
- Constructieschilder
- Consul
- Consulent
- Contactlensspecialist
- Controleur
- Controller
- Coördinator
- Copywriter
- Counselor
- Corduwener
- Corrector
- Correpetitor
- Correspondent
- Courtisane
- Creatief therapeut
- Crècheleidster
- Criminoloog
- Criticus
- Croupeur
- Croupier
- Cultuurtechnicus
- Curator
- Cursuscoördinator
- Cursusleider

## D
- Dagloner
- Dakdekker
- Dakpannenvormer
- Dakwerker
- Danser
- Dansleraar
- Data-analist
- Database administrator
- Dealer (autodealer)
- Debitant
- Decaan
  - Decaan (studieadviseur)
  - Decaan (universiteit)
- Declarant
- Decoratieschilder
- Decorschilder
- Degelpersdrukker
- Deken
  - Deken (advocatuur)
  - Deken (corps diplomatique)
  - Deken (gilde)
  - Deken (kerk)
- Dekkledenmaker
- Dekpersoneel
- Delfstoffenbewerker
- Demonstrateur
- Denturist
- Dermatoloog
- Deskundige
- Detailhandelaar
- Detective
- Deurenzetter
- Deurwaarder
- Diacones, diacoon
- Diaken
- Dichter
- Dieetkok
- Dienstbode, dienstmeisje, meid
- Dienstleider
- Dienstmeisje
- Diepdrukgraveur
- Dierenarts
- Dierenartsassistent
- Dierenasielhouder
- Dierentrainer
- Dierenverzorger
- Diëtist
- Dijkgraaf
- Diplomaat
- Directeur
- Directieassistent
- Directiesecretaresse
- Dirigent
- Diskjockey
- Dispacheur
- Distillateur
- Districtschef
- Districtsverpleegkundige
- Docent
- Documentalist
- Documentencontroleur
- Dokmeester
- Dokwerker
- Doktersassistent
- Dominee
- Dompteur
- Doodbidder
- Doodgraver
- Doventolk
- Douaneambtenaar
- Dozenmaker
- Draaier
- Dragartiest
- Dramadocent
- Dramatherapeut
- Drogist
- Drukker
- Drukkerijbinder
- Drukwerkvoorbereiders
- Drummer
- Duiker
- Duvelstoejager, klusjesman

## E
- Econoom
- Ecoloog
- Ecotechnisch manager
- Edelmetaalbewerker
- Edelsmid
- Editor
- EDP-auditor
- Egyptoloog
- Eindredacteur
- Elektricien
- Elektromonteur
- Elektronicamonteur
- Elektronicus
- Elektrotechnicus
- Encyclopedist
- Enquêteur
- Entertainment-worstelaar
- Ergonoom
- Ergotherapeut
- Ertskundige
- Escort
- Essayeur
- Essayist
- Etaleur
- Etnograaf
- Etnoloog
- Etymoloog
- Evangelist
- Examinator
- Expediteur
- Explantatiemedewerker

## F
- Fabrikeur
- Fabrikant
- Facilitair Manager
- Facturist
- Farmacoloog
- Fietsenmaker
- Fietskoerier
- Fijnbankwerker
- Filiaalhouder
- Filmer
- Filmregisseur
- Filosoof
- Filterreiniger
- Financieel analist
- Fiscaal
- Fiscalist
- Fluitenbouwer
- Fluitist
- Foerier
- Fokker
- Foorkramer
- Forensisch geneeskundige
- Forensisch onderzoeker
- Forensisch psychiater
- Forensisch psycholoog
- Fotograaf
- Fotograveur (textieldruk)
- Fotolaborant
- Fotolaboratoriumbediende
- Fotolithograaf
- Fotoredacteur
- Framebouwer
- Frezer
- Fruitteler
- Fuselier
- Fysicus
- Fysioloog
- Fysiotherapeut
- Fytopatholoog, plantenziektekundige

## G
- Galvaniseur
- Game Designer
- Ganzenhoedster
- Garagehouder
- Garderobejuffrouw
- Gardiaan
- Garnalenpeller
- Gasleidinglegger
- Gastro-enteroloog
- Gastvrouw
- Gecommitteerde
- Gedeputeerde
- Gemeenteontvanger
- Gemeentesecretaris
- Geneeskundige
- Generaal
- Geodeet
- Geograaf
- Geoloog
- Gerant
- Gerechtsdeurwaarder
- Gereedschapsmaker
- Gereedschapssmid
- Geschiedkundige
- Gevangenbewaarder
- Gezaghebber
- Gezagvoerder
- Gezant
- Gezel
- Gezelschapsdame
- Gezondheidsbegeleider
- Gezondheidsfysicus
- Gezondheidstechnicus
- Gidsenschrijver
- Gieterijtechnicus
- Gietmachinebediener
- Gigolo
- Gipsgieter
- Gipsverbandmeester; gipsmeester
- Gitarist
- Glasblazer
- Glasgraveur
- Glasslijper
- Glaszetter
- Glazenhaler
- Glazenier
- Glazenmaker
- Glazenwasser
- Goochelaar
- Goudsmid
- Goudzoeker
- Gouvernante
- Grafdelver
- Graficus
- Grafisch ontwerper
- Grafoloog
- Graveur
- Grenadier
- Griendwerker
- Griffier
- Grimeur
- Groenteboer
- Groenteteler
- Groepsleider
- Groepsvervoer
- Grondmechanicus
- Grondsteward
- Grondstewardess
- Grondwerker
- Groom
- Groothandelaar
- Grootmeester, Grootmeesteres
- Grossier
- Gymleraar
- Gynaecoloog

## H
- Handelaar
- Handelscorrespondent
- Handwever
- Hannekemaaier
- Harpist
- Hartchirurg
- Havenarbeider
- Havenmeester
- Headhunter
- Heemraad
- Heftruckchauffeur
- Heibaas
- Heier
- Heilpedagoog
- Heilsoldaat
- Helpdeskmedewerker
- Heraut
- Herbergier
- Hijsmachinist
- Historicus
- Hoboïst
- Hoefsmid
- Hoekman
- Hofdame
- Hofmaarschalk
- Hofmeester
- Hofnar
- Hofschilder
- Homeopaat
- Hondenfokker
- Hondenslager
- Hondentrimmer
- Hopman
- Hoofd
- Hoofdambtenaar
- Hoofdcontroleur
- Hoofdredacteur
- Hoofduitvoerder
- Hoofdverpleegkundige
- Hoofdwerktuigkundige
- Hoogheemraad
- Hoogleraar
- Hoogschout
- Hoornist
- Hoorspelregisseur
- Horlogemaker
- Hospes
- Hostess
- Hotelhouder
- Hotelier
- Hotelmanager
- Hotelportier
- Houtbewerker
- Houtmodelmaker
- Houtsnijder
- Houtvester
- Houtwarensamensteller
- Hovenier
- Huidenbloter
- Huidtherapeut
- Huisarts
- Huisbewaarder
- Huishoudhulp
- Huishoudster
- Huisknecht
- Huismeester
- Huisschilder
- Huisvrouw
- Huiswever
- Hulparbeider
- Hulpautomonteur
- Hulpkok
- Hulpverkoper
- Huurling
- Huurmoordenaar
- Huursoldaat
- Hydrobioloog
- Hydrograaf
- Hydroloog

## I
- IJsmeester
- IJscoman; IJscoboer
- IJzervlechter
- Illusionist
- Illustrator
- Imam
- Imker
- Importeur
- Impresario
- Industrieel ontwerper
- Ingenieur
- Informaticus
- Inkoper
- Inrijger
- Inseminator
- Inspecteur
- Installateur
- Instructeur
- Instrumentalist
- Instrumentmaker
- Intendant
  - Intendant (Frankrijk)
  - Intendant (hofhouding)
  - Intendant (krijgsmacht)
  - Intendant (opera)
- Interieurarchitect
- Interieurverzorger
- Interne accountant
- Internist

## J
- Jachtopzichter
- Jager
- Jagermeester
- Jeneverstoker, jeneverbrander
- Jockey
- Jongleur
- Journalist
- Justitieel aanklager
- Jutter
- Juwelier
- Judoleraar

## K
- Kaaidraaier (Kadraaier)
- Kaarsenmaker
- Kaartenzetter
- Kaasmaker
- Kabelgast
- Kabelsplitser
- Kabelwerker
- Kamenier, kamenierster
- Kamerheer, kamerling
- Kanaalmeester
- Kanonnier
- Kantonnier
- Kantoorhulp
- Kanunnik
- Kapelmeester
- Kapitein
  - Kapitein (bestuurder)
  - Kapitein (rang)
  - Kapitein (schip), scheepskapitein
  - Kapitein ter lange omvaart
  - Kapitein-ter-zee
- Kapitein-regent
- Kapittelheer
- Kapper
- Kappershulp
- Kardinaal
- Karteerder
- Kartonnagewerker
- Kassamedewerker
- Kassier
- Kelner
- Keizer
- Keramist
- Kerkbaljuw
- Kerkmeester
- Kermisexploitant
- Kernmaker
- Kerstman
- Ketelbink
- Ketellapper, ketelboeter, pannenboeter
- Ketelmetselaar
- Keukenassistent
- Keukenknecht
- Keurder
- Keuringsambtenaar
- Keurmeester
- Kiepkerel, venter, marskramer
- Kinderjuffrouw, kindermeisje
- Kinderverzorger
- Kinderboekenschrijver
- Klarinettist
- Klavecinist
- Kleerbleker
- Kleermaker
- Kleidelver
- Kleinhandelaar
- kleinkunstenaar
- Klerk
- Kleuterleid(st)er
- Klokkenmaker
- Klompenmaker
- Kloosterling
- Klopje
- Klusjesman, klusser
- Knecht
- Kno-arts
- Koerier
- Koetsier
- Koffiebrander
- Kok
- Kolenboer
- Kolenbrander
- Kolvenier
- Komediant
- Komiek
- Kompel
- Kooiker
- Kooiman
- Koopman
- Koordirigent
- Koperslager
- Korfvlechter
- Kornet
- Korporaal
- Korver
- Kostendeskundige
- Koster
- Kostprijscalculator
- Kozijnenmaker
- Kraamverzorgende
- Kraamhulp
- Kraanmachinist
- Kramer
- Kredietanalist
- Kredietbeoordelaar
- Kruidendokter
- Kruidenier
- Kruier
- Kuiper
- Kunstcriticus
- Kunstenaar
- Kunstschilder
- Kustlichtwachter
- Kwartiermaker
- Kwartiermeester
- Kwartierschout
- Kwitantieloper

## L
- Laadschopbestuurder
- Laborant
- Laboratoriumassistent
- Laboratoriumbediende
- Lader
- Ladingmeester
- Lakei
- Landarbeider
- Landbouwer
- Landbouwattaché
- Landbouwkundige
- Landbouwmachinebestuurder
- Landbouwmilieubeheer
- Landbouwwerktuigenhersteller
- Landmeetkundige
- Landmeettechnicus
- Landmeter
- Landsadvocaat
- Landschapsarchitect
- Landschapsbeheerder
- Lantaarnopsteker, lantaarnaansteker
- Lasinspecteur
- Lasser
- Lastechnicus
- Lector
- Ledertechnoloog
- Lederwarenmaker
- Leerbewerker
- Leerkracht
- Leerlooier
- Leertouwer
- Leeuwentemmer
- Legionair (Romeins)
- Leidekker
- Leidinggevende
- Leraar
- Letterkundige
- Leurder
- Lexicograaf
- Lichtdrukker
- Lichtmatroos
- Liedjesschrijver
- Lijfknecht
- Lijnagent
- Lijstenmaker
- Limnoloog
- Linktrainer
- Literator
- Literatuurcriticus
- Literatuuronderzoeker
- Lithograaf
- Logopedist
- Logotherapeut
- Lokettist
- Longarts
- Longfunctieassistent
- Loodgieter
- Loods
- Loodschef
- Loonadministrateur
- Loonwerker
- Loopbaancoach
- Loopjongen
- Lorrenboer
- losarbeider, loswerkman
- Losser
- Loverboy
- Luchtverkeersleider
- Luitist

## M
- Maaltijdbezorger
- Maarschalk
- Maatnemer
- Maatschappelijk medewerker
- Maatschappelijk werker
- Maatschoenmaker
- Machine vouwer
- Machinebankwerker
- Machinebediende
- Machinesteller
- Madam
- Manegehouder
- Machinist
- Magazijnbediende
- Magazijnbeheerder
- Magazijnknecht
- Magnetiseur
- Majordomus
- Makelaar
- Malacoloog
- Managementassistent
- Manager
- Mandenmaker
- Mandenvlechter of korver
- Mannequin
- Manueel therapeut
- Manusje-van-alles, klusjesman
- Marconist
- Marinier
- Maritiem Officier
- Marechaussee
- Marketenster
- Marketingadviseur
- Marketingassistent
- Marktkoopman
- Marktzanger
- Marskramer, venter, kiepkerel
- Masseur
- Mathematicus
- Matroos
- Mattenmaker
- Medailleur
- Medewerker
- Mediatrainer
- Meester restauratiestukadoor
- Meettechnicus
- Meid
- Meier
- Melkboer
- Menner
- Metaalbewerker
- Metaalbrander
- Metaalbuiger
- Metaalfrezer
- Metaalgieter
- Metaalkundige
- Meteoroloog
- Meteropnemer
- Metropoliet
- Metselaar
- Meubelbeeldhouwer
- Meubelmaker
- Meubelstoffeerder
- Meubelstoffennaaister
- Meubeltekenaar
- Mijnbouwkundige
- Middenstander
- Mijnwerker
- Milieudeskundige
- Milieuhygiënist
- Militair
- Mimespeler
- Min
- Mineralenbewerker
- Minister
- Minister-president
- Ministeriaal
- Model
- Modelmaker
- Modelnaaister
- Molenaar
- Molenmaker (Molenbouwer)
- Modeontwerper
- Mondhygiënist
- Monnik
- Monteur
- Mosselman
- Motordemonteur
- Motordrijver
- Motormonteur
- Mouldroomtechnicus
- Munter
- Muntmeester
- Museumconservator
- Museumgids
- Museumhouder
- Museummedewerker
- Musicus
- Muziekinstrumentenmaker
- Muziekprogrammeur

## N
- Naaister
- Nachtwaker
- Nagelstyliste
- Nanny, kinderjuffrouw, kindermeisje
- Nar
- Nasynchronisatieregisseur
- Natuurkundeleraar
- Natuurkundige
- Natuurwetenschapper
- Navigator
- Nefroloog
- Neonatoloog
- Nettenboeter
- Netwerkbeheerder
- Neurochirurg
- Neuroloog
- Neurofysioloog
- Nieuwslezer
- Nijverheidsconsulent
- Nko-arts
- Nopster
- Notaris
- Nucleair geneeskundige

## O
- Ober
- Oberkelner
- Objectleider
- Oceanoloog
- Octrooigemachtigde
- Oculist
- Officier
- Officier van justitie
- Oftalmoloog
- Olieslager
- Ombudsman
- Omroeper
- Omsteller
- Oncoloog
- Onderhoudsloodgieter
- Onderhoudsman
- Onderhoudsmedewerker
- Onderhoudsmonteur
- Ondernemer
- Onderofficier
- Ondersteunende
- Onderwaterwerker
- Onderwijsassistent
- Onderwijstechnicus
- Onderwijzer
- Onderzoeker
- Onderzoeker in opleiding
- Ondist
- Ontdekkingsreiziger
- Ontmijner
- Ontvlekker
- Ontwerper
- Oogarts
- Operateur
- Operatieassistent
- Operational auditor
- Operator
- Opkoper
- Opperman
- Opsporingsambtenaar
- Opsporingsingenieur
- Opticien
- Optometrist
- Opvoedingsconsulent
- Opvoedingsvoorlichter
- Opzichter
- Organist
- Organizer
- Ornitholoog
- Orthodontist
- Orthopedagoog
- Orthopeed
- Orthoptist
- ORL-arts
- Osteopaat
- Ouvreuse
- Ovenman

## P
- Paardenfokker
- Page
- Pakhuischef
- Paleontoloog
- Paleograaf
- Palfrenier
- Pandjesbaas
- Palingboer
- Pannenboeter
- Papierschepper
- Papiervernisser
- Para
- Parfumeur
- Parkeerwachter
- Parketvloerenlegger
- Parketwacht
- Parlementariër
- Parlevinker
- Pastoor
- Paswerker
- Patholoog
- Patissier
- Patriarch
- Patroonmaker
- Patroontekenaar
- Paukenist
- Pedagoog
- Pedel
- Pedicure
- Pensionaris
- Pensionhouder, pensionhoudster
- Perronopzichter
- Perser
- Persemier
- Personeelsfunctionaris
- Peuterwerker
- Pianist
- Pianostemmer
- Piccolo
- Pijpfitter
- Pikeur
- Piloot
- Piskijker
- Plaatwerker
- Planner
- Plantenteeltdeskundige
- Plantsoenmedewerker
- Plasticvormer
- Plastische chirurg
- Platlandicus
- Plebaan
- Pleitbezorger
- Pluimgraaf
- Podiumkunstenaar
- Poelier
- Poetser
- Podiatrist
- Podoloog
- Poffertjesbakker
- Polisopmaker
- Politicus
- Politieagent
- Politiecommissaris
- Politie-inspecteur
- Politiek analist
- Pontschipper
- Pooier
- Poppenspeler
- Porder
- Portier
- Portretfotograaf
- Postbediende
- Postbesteller
- Postbode
- Postcommandant
- Postexpediteur
- Postsorteerder
- Postzegelhandelaar
- Pottenbakker
- Praktijkondersteuner
- Praktizijn
- Prater
- Predikant
- Premier
- Prentkunstenaar
- Presentator
- President
- Priester
- Primaat
- Prior
- Probleemanalist
- Procesmanager
- Procesoperator
- Procureur
- Procureur-generaal
- Procureur des Konings
- Producer
- Productenmaker
- Productensorteerder
- Productiebegeleider
- Productieleider
- Productiemedewerker
- Productieplanner
- Production designer
- Professor
- Programmamaker
- Programmeur
- Projectadviseur
- Projectleider
- Projectmanager
- Projectontwikkelaar
- Promovendus
- Prostitué
- Prostituee
- Pruikenmaker
- Psychiater
- Psychologisch assistent
- Psycholoog
- Psychotherapeut
- Psychomotorisch kindertherapeut
- Purser
- Putjesschepper

## Q
- Quarantaine-beambte
- Quizmaster
- Quantity surveyor

## R
- Raadadviseur
- Raadpensionaris
- Raadsman: advocaat of adviseur
- Rabbijn
- Radarwaarnemer
- Radiotherapeutisch laborant
- Radiograaf
- Radiolaborant
- Radiotechnicus
- Radiotelegrafist
- Rakker
- Rangeerder
- Recensent
- Receptionist (Receptioniste)
- Recherchekundige
- Rechercheur
- Rechtbanktekenaar
- Rechter
- Reclame-ontwerper
- Reclameacquisiteur
- Reclamedeskundige
- Reclametekenaar
- Rector
- Redacteur
- Redactiechef
- Referendaris
- Regent
- Regisseur
- Registeraccountant
- Reiniger
- Reinigingsdienstarbeider
- Reisgids
- Reisleider
- Reisprogrammeur
- Reisverkoper
- Rekenaar
- Rekwisietenmaker
- Rentmeester
- Reparateur
- Reumatoloog
- Ridder
- Repetitor
- Reproductietekenaar
- Resident
- Restauranthouder
- Rietdekker
- Rietmeubelmaker
- Rietwerker
- Rijschoolhouder
- Rijtuigspuiter
- Rijwielhersteller
- Ritmeester
- Roerganger
- Rolluikentimmerman
- Rondvaartgids
- Röntgenassistent
- Röntgenoloog
- Ruimtevaarder
- Runner

## S
- Samensteller
- Saunahouder
- Scenarioschrijver
- Scenograaf
- Schaaldierenkweker
- Schaaldierenpeller
- Schaapherder
- Schadecorrespondent
- Schadetaxateur
- Schakelbordwachter
- Schaker
- Schapenscheerder
- Scharensliep
- Scheepsarts
- Scheepsjongen
- Scheepskapitein
- Scheepskok
- Scheepsmakelaar
- Scheepspurser
- Scheepsschilder
- Scheepstimmerman
- Scheidsrechter
- Scheikundige
- Scheper
- Schepper
- Schillenboer
- Schipper
- Schoenfabrieksarbeider
- Schoenhersteller
- Schoenmaker
- Schoolbegeleider
- Schooldecaan
- Schooldirecteur
- Schoolmeester
- Schoolinspecteur
- Schoonheidsmasseur
- Schoonheidsspecialiste
- Schoonmaker
- Schoorsteenveger
- Schotter
- Schotvanger
- Schrijftolk
- Schrijnwerker
- Schrijver
- Schuurder
- Scout
- Secretaresse
- Secretariaatsmedewerker
- Secretaris
- Seismoloog
- Seizoenarbeider
- Seksuoloog
- Sekswerker
- Selecteur
- Seneschalk
- Sergeant
- Seroloog
- Serveerster
- Setdresser
- Sieraadontwerper
- Sierstucwerker
- Sigarenmaker
- Sinecure
- Sinoloog
- Sjorder
- Sjouwer
- Slachter
- Slager
- Slagwerker
- Slavist
- Slijter
- Sloper
- Slotenmaker
- Slotzuster
- Sluismeester
- Sluiswachter
- Smeerder
- Smelter
- Smid
- Snackbarbediende
- Snackbarhouder
- Snijder
- Sociotherapeut
- Softwareontwikkelaar
- Soldaat
- Soldeerder
- Sommelier
- Sondeerder
- Songwriter
- Souschef
- Souteneur
- Spoeler
- Souffleur (toneel)
- Specialist
- Spelersmakelaar
- Speltherapeut
- Speter
- Spindoppenmonteur
- Spion
- Spirituaal
- Sportarts
- Sportinstructeur
- Sportman (-vrouw)
- Staatsraad (België)
- Staatsraad (Nederland)
- Stadsomroeper
- Stadspensionaris
- Stadstimmerman
- Stalmeester
- Stand-upcomedian
- Standwerker
- Stanser
- Stationschef
- Statisticus
- Stedenbouwkundige
- Steenbewerker
- Steenfabrikant
- Steenhouwer
- Steenzetter
- Steigerbouwer
- Steigermaker
- Stenotypist
- Stereotypeur
- Sterilisatieassistent
- Steward, Stewardess
- Stoelenmatter
- Stoffeerder
- Stoker
- Stomatoloog
- Storingsmonteur
- Straatveger
- Straatverkoper
- Straatzanger
- Strandjutter
- Strandvonder, strandvoogd
- Stratenmaker
- Stripper
- striptekenaar
- Stucwerker
- Stukadoor
- Stuurman
- Stuwadoor
- Stylist
- Stypengalvaniseur
- Suffragaanbisschop, suffragaan
- Suisse
- Surinamist
- Syndicus
- Systeemanalist
- Systeembeheerder
- Systeemontwerper
- Systeemprogrammeur

## T
- Tagrijn
- Takelaar
- Tamboer
- Tandarts
- Tandartsassistente
- Tandprotheticus
- Tandtechnicus
- Tapper
- Taxichauffeur
- Taxidermist
- Technicus
- Technisch Oogheelkundig Assistent
- Technisch tekenaar
- Tegelzetter
- Tekenaar
- Tekstschrijver
- Telecommunicatiemonteur
- Telefoniste
- Telegrafist
- Televisieregisseur
- Televisietechnicus
- Telexist
- Tennisser
- Terrazzovloerlegger
- Terreinchef
- Teut
- Tester
- Textieldrukker
- Textiellaborant
- Textielopmaker
- Textielproductenmaker
- Theateragent
- Theatertechnicus
- Theatervormgever
- Therapeut
- Timmerman
- Tingieter
- Toetsenist
- Toiletjuffrouw
- Tolk
- Tollenaar
- Toneelfigurant
- Toneelmeester
- Toneelregisseur
- Toneelschrijver
- Toneelspeler
- Topograaf
- Torenkraanmonteur
- Totalisatormedewerker
- Touringcarchauffeur
- Touwslager
- Traceur
- Trainer
- Trainingsacteur
- Traiteur
- Trambestuurder
- Transportplanner
- Trapezewerker
- Treinbestuurder
- Treinconducteur
- Treindienstleider
- Treinduwer
- Treinmachinist
- Trekkerchauffeur
- Trombonist
- Trommelslager
- Trompettist
- Troubadour
- Tuiger
- Tuinarchitect
- Tuinder
- Tuinman
- Turfsteker
- Typiste
- Typograaf

## U
- Uitgever
- Uitsmijter
- Uitvaartbegeleider
- Uitvinder
- Uitvoerder
- Uroloog
- Uurwerkmaker

## V
- Vaandrig
- Vakkenvuller
- Valet
- Valkenier
- Valet
- Veearts
- Veehouder
- Veeteler
- Veeverloskundige
- Veiligheidsbeambte
- Veilinghouder
- Venter, marskramer, kiepkerel
- Verfspuiter
- Vergaderstenograaf
- Verhuizer
- Verhuurder
- Verkeersdienstsimulator
- Verkeersinspecteur
- Verkeerskundige
- Verkeersleider
- Verkeersonderzoeker
- Verkeersplanoloog
- Verkeersregelaar
- Verkoopchef
- Verkoopstyliste
- Verkoper
- Verloskundige
- Verpleeghulp
- Verpleegkundige
- Verslaggever
- Verspaner
- Vertaler
- Vertegenwoordiger
- Vervoer
- Vervoersinspecteur
- Verwarmingsinstallateur
- Verwarmingsmonteur
- Verzekeringsagent
- Verzekeringsdeskundige
- Verzekeringsinspecteur
- Verzorgende
- Vicaris
- Videoclipregisseur
- Videojockey (televisie)
- Vilder
- Vioolbouwer
- Violist
- Vinoloog
- Viroloog
- Visagiste
- Visfileerder
- Visser
- Vj (artiest)
- Vleeswarenmaker
- Vliegenier
- Vlieger
- Vliegtuigplaatwerker
- Vliegtuigtimmerman
- Vloerlegger
- Voddenboer
- Voddenman
- Voedingsmiddelentechnoloog, voedingstechnoloog
- Voedingsvoorlichter
- Voeger
- Voerman
- Voertuigbekleder
- Voetballer
- Voetbalmakelaar
- Volder of Voller
- Volksvertegenwoordiger
- Voorganger
- Voorlichter
- Voorlichtingsfunctionaris
- Voorraadadministrateur
- Voorzitter
- Vormende
- Vormenmaker
- Vormer
- Vrachtwagenchauffeur
- Vuilnisman
- Vulkanoloog
- Vuurspuwer
- Vuurtorenwachter
- Vroedvrouw (Vroedmeester)

## W
- Waard
- Waardijn
- Waarzegger
- Wachtcommandant
- Wachter
- Wachtmeester
- Wagenmaker
- Wasser
- Wasserettehouder
- Waterbouwkundige
- Waterklerk
- Watermolenaar
- Webdesigner
- Weefmachinesteller
- Weerkundige
- Weerpresentator
- Weesmeester
- Wegenbouwarbeider
- Wegenbouwmachinist
- Wegmarkeerder
- Wegwerker
- Werkleider-dokmeester
- Werkster
- Werktuigbouwkundige
- Werktuigkundige
- Werkvoorbereider
- Wethouder
- Wever
- Wijkhuismeester
- Wijkmeester
- Wijnboer
- Winkelbediende
- Winkelier
- Wiskundige
- Wisselkassier
- Wisselmaker
- Woonbegeleider

## X
- Xylofonist

## Y
- Yogaleraar

## Z
- Zaakwaarnemer
- Zadelmaker
- Zakenman
- Zanger(es)
- Zeefdrukker
- Zeeman
- Zeepzieder
- Zeilmaker
- Zelfstandig ondernemer
- Zetter
- Ziekenhuisapotheker
- Ziekenhuishygiënist
- Ziekenverzorgende
- Zijlvester
- Zilversmid
- Zoetelaarster
- Zoutzieder
- Zweminstructeur
- Zoöloog